# Pachyonomastus
Pachyonomastus is een geslacht van spinnen uit de familie springspinnen (Salticidae).

## Soorten
De volgende soorten zijn bij het geslacht ingedeeld:
- Pachyonomastus kittenbergeri Caporiacco, 1947